# Przedplesze

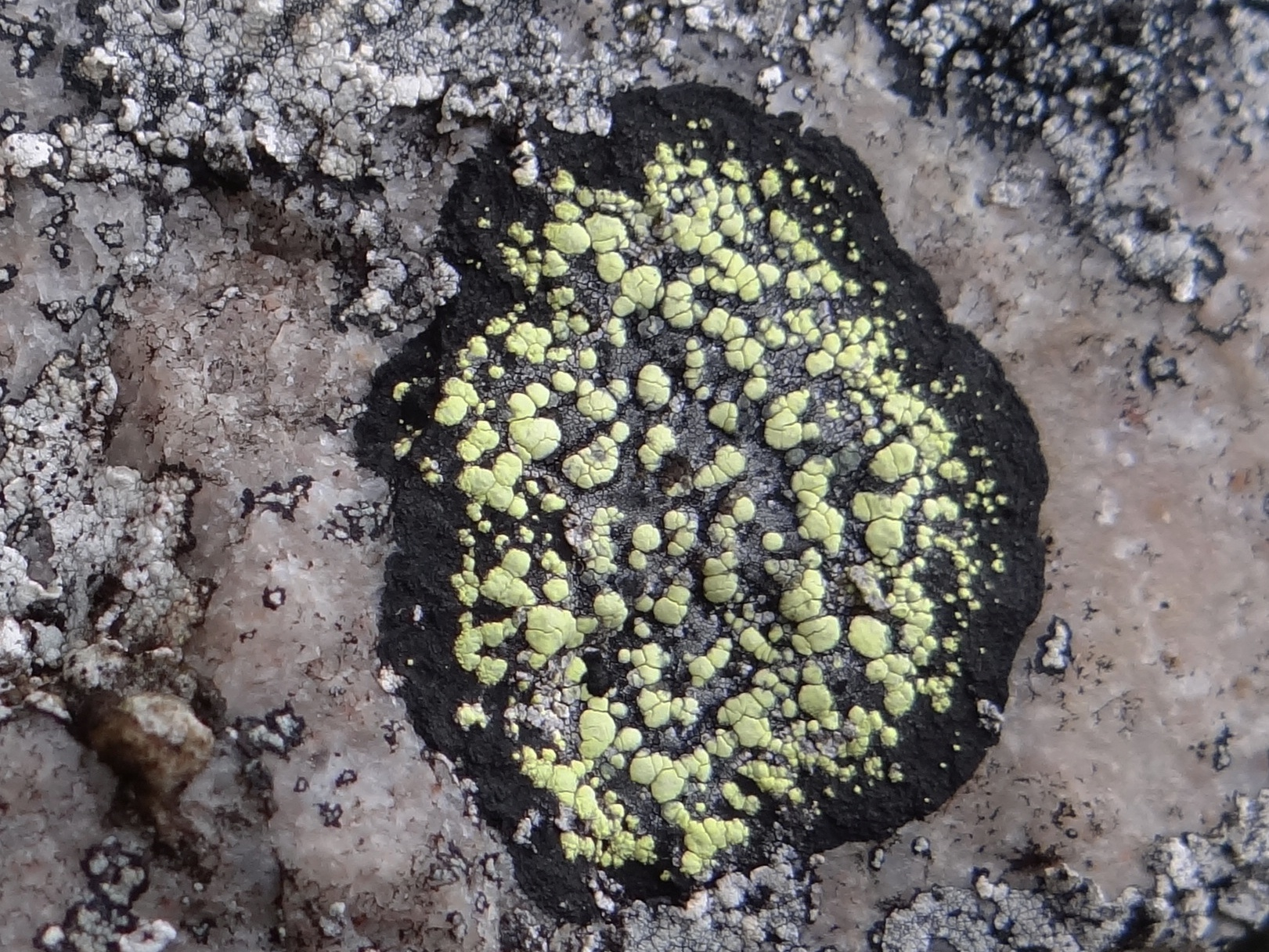
Wyraźne przedplesze na obwodzie plechy wzorca geograficznego

Przedplesze (łac. prothallus)– niezawierająca glonów część plechy u porostów, znajdująca się na jej obwodzie. Występuje u porostów o plesze skorupiastej i zazwyczaj ma postać ciemnego pasemka (tylko wyjątkowo zdarza się, by pasemko to było jasne). U porostów skorupiastych przedplesze jest widoczne pomiędzy otoczkami i na brzegu rosnącej plechy. W rodzaju Cladonia (chrobotek) przedplesze może rozmnażać się wegetatywnie i może odgrywać rolę w stabilizacji gleby. U niektórych innych rodzajów, np. Coenogonium, obecność lub brak plechy pierwotnej jest ważną cechą taksonomiczną pomagającą w klasyfikacji gatunków.
Występowanie przedplesza lub jego brak ma znaczenie przy oznaczaniu gatunków niektórych porostów.